# 1997-es Fiatal Táncosok Eurovíziója
Az 1997-es Fiatal Táncosok Eurovíziója volt a hetedik Fiatal Táncosok Eurovíziója, melyet Lengyelországban, Gdyniában rendeztek meg. A pontos helyszín a Teatr Muzyczny volt. Az elődöntőre 1997. június 11-én, a döntőre 1997. június 17-én került sor. Az Eurovíziós Dalfesztivállal ellenben itt nem az előző évi győztes rendez, hanem pályázni kell a rendezés jogára. Az 1995-ös verseny a spanyol Jesús Pastor Sahuquillo és Ruth Miró Salvador győzelmével zárult, akik az „Arrayan daraxa” című táncukat adták elő a svájci Lausanne-ban.

## A helyszín és a verseny
A verseny pontos helyszíne a lengyelországi Gdyniában található Teatr Muzyczny volt, mely 696 fő befogadására volt alkalmas a rendezvény idején.
| Lengyelország Gdynia |

## A résztvevők
Először vett részt a versenyen Lettország és Szlovákia.
Észtország visszatért egy kihagyott verseny után, Ausztria, Franciaország, Norvégia, Oroszország és Svájc pedig visszaléptek a versenyzéstől. Így tizenhárom ország vett részt.
Magyarország is indult a megmérettetésen. Hazánkat Kapin Gábor képviselte, aki August Bournonville „La Sylphide” című koreográfiáját adta elő, de kiesett az elődöntőben. Sorozatban másodjára nem szerepelt magyar versenyző a döntőben.
Sorozatban másodszor vett részt a ciprusi Karolína Konsztantínu, aki előző részvételéhez hasonlóan ismét kiesett az elődöntőben.
A szakmai zsűri hét országot juttatott tovább a döntőbe, így hat ország esett ki az első fordulóban.
Spanyolország sorozatban negyedik alkalommal tudott győzni. Ezzel rekordot döntött, ugyanis egy eurovíziós versenyen sem nyert egy ország sorozatban ennyiszer. (A korábbi rekorder Írország volt, aki 1992-ben, 1993-ban és 1994-ben, sorozatban háromszor nyerte meg az Eurovíziós Dalfesztivált.)

## Zsűri
- Maja Pliszeckaja (Zsűrielnök)
- Gigi Caciuleanu
- Paola Cantalupo
- Katarzyna Gdaniec
- Uwe Scholz
- Gösta Svalberg
- Heinz Spoerli

## Elődöntő
Az elődöntőt 1997. június 11-én rendezték meg tizenhárom ország részvételével. A továbbjutók sorsáról a héttagú szakmai zsűri döntött. Hét ország jutott tovább a döntőbe.
| # | Ország        | Táncos                                         | Tánc                                   | Koreográfus                     | Eredmény     |
| - | ------------- | ---------------------------------------------- | -------------------------------------- | ------------------------------- | ------------ |
|   | Belgium       | Alain Honorez                                  | „The Sleeping Beauty”                  | M. Petipa                       | Továbbjutott |
|   | Ciprus        | Karolína Konsztantínu                          | „La Bayadère”                          | M. Petipa                       | Kiesett      |
|   | Észtország    | Mari Savitski                                  | „Don Quixote: Quitry Variations”       | M. Petipa                       | Kiesett      |
|   | Finnország    | Salla Suominen                                 | „Romeo and Juliet: Juliet’s Variation” | E. Sylvestersen                 | Továbbjutott |
|   | Görögország   | Neféli Markáki                                 | „Pas de deux”                          | G. Balanchine                   | Kiesett      |
|   | Lengyelország | Magdalena Dziegielewska és Bartosz Anczykowski | „Paquita - Grand pas de deux”          | F. Capouste                     | Továbbjutott |
|   | Lettország    | Viktorija Janson                               | „Sleeping Beauty: Aurora’s Variation”  | M. Petipa                       | Továbbjutott |
|   | Magyarország  | Kapin Gábor                                    | „La Sylphide”                          | A. Bournonville                 | Kiesett      |
|   | Németország   | Valentina Scaglia                              | „Le Conservatoire”                     | H. S. Paulli és A. Bournonville | Kiesett      |
|   | Spanyolország | Antonio Carmena San José                       | „Angelitos locos”                      | J. C. Santamaría                | Továbbjutott |
|   | Svédország    | Tim Matiakis                                   | „Paquita”                              | M. Petipa                       | Továbbjutott |
|   | Szlovákia     | Roman Lazík                                    | „La Sylphide”                          | A. Bournonville                 | Továbbjutott |
|   | Szlovénia     | Ana Klašnja                                    | „Pas de deux”                          | G. Balanchine                   | Kiesett      |

## Döntő
A döntőt 1997. június 17-én rendezték meg hét ország részvételével. A végső döntést a héttagú szakmai zsűri hozta meg.
| #  | Ország        | Táncos                                         | Tánc                                   | Koreográfus      | Helyezés |
| -- | ------------- | ---------------------------------------------- | -------------------------------------- | ---------------- | -------- |
| 01 | Belgium       | Alain Honorez                                  | „The Sleeping Beauty”                  | M. Petipa        | 2.       |
| 02 | Lettország    | Viktorija Janson                               | „Sleeping Beauty: Aurora’s Variation”  | M. Petipa        | —        |
| 03 | Svédország    | Tim Matiakis                                   | „Paquita”                              | M. Petipa        | 3.       |
| 04 | Finnország    | Salla Suominen                                 | „Romeo and Juliet: Juliet’s Variation” | E. Sylvestersen  | —        |
| 05 | Szlovákia     | Roman Lazík                                    | „La Sylphide”                          | A. Bournonville  | —        |
| 06 | Lengyelország | Magdalena Dziegielewska és Bartosz Anczykowski | „Paquita - Grand pas de deux”          | F. Capouste      | —        |
| 07 | Spanyolország | Antonio Carmena San José                       | „Angelitos locos”                      | J. C. Santamaría | 1.       |

## Visszatérő előadók
| Előadó                | Ország | Előző év(ek) |
| --------------------- | ------ | ------------ |
| Karolína Konsztantínu | Ciprus | 1995         |

## Közvetítés
Tizenhat ország közvetítette a versenyt, a résztvevők mellett Írország, Norvégia és Svájc is.
| - Belgium - Ciprus - Észtország - Finnország - Görögország - Írország | - Lengyelország - Lettország - Magyarország - Németország - Norvégia - Spanyolország | - Svájc - Svédország - Szlovákia - Szlovénia |

## Térkép

A döntő résztvevői
Az elődöntőben kiesett országok
Országok, melyek korábban részt vettek, de ebben az évben nem